# Racisa Esporte Clube
Racisa Esporte Clube foi uma agremiação esportiva brasileira, sediada em Brasília, no Distrito Federal.

## História
O clube disputava o Departamento Autônomo da Federação Desportiva de Brasília.

## Estatísticas

### Participações
| Competição                | Competição            | Temporadas | Melhor campanha     | Estreia | Última | P | R |
| Distrito Federal (Brasil) | Departamento Autônomo | 1          | Desconhecido (1967) | 1967    | 1967   | – | – |